# I Ain't No Joke
"I Ain't No Joke" é uma canção da dupla de hip hop Eric B. & Rakim, lançada como segundo single de seu álbum de estreia Paid in Full. Alcançou o número trinta e oito da parada Hot R&B/Hip-Hop Singles & Tracks. Descrita como um dos  "singles monumentais" do álbum, Michael Di Bella escreveu no All Music Guide to Rock que "Rakim pega o ouvinte pela garganta e ilustra sua maestria na composição das rimas". Um videoclipe foi feito, apresenta Flavor Flav do grupo Public Enemy dançando. A canção foi selecionada por Jay-Z para a trilha sonora do jogo NBA 2K13. Também está presente no jogo Saints Row.

## Gravação
"I Ain't No Joke" foi produzida pela dupla usando samples de "Pass the Peas" de The J.B.'s e "Theme from the Planets" de Dexter Wansel. Como a maioria das músicas do álbum, "I Ain't No Joke" foi gravada no Power Play Studios em Long Island City, Queens, Nova Iorque.

## Videoclipe
O videoclipe de "I Ain't No Joke" foi dirigido por Vivien Goldman, jornalista, compositora e música britânica. O orçamento disponível foi baixo, então ela pediu à Eric B. e Rakim onde eles gostavam de se divertir, e escolheram estas locações para as filmagens. O vídeo apresenta Rakim rimando em três diferentes lugares: em frente à um mural grafitado, em um playground com seus amigos e do lado de fora de uma loja de eletrônicos no  Harlem, em frente à uma multidão com Eric B. nos toca-discos. As imagens destas locações mudam constantemente durante o vídeo. Tanto Eric B. quanto Rakim usam vestimentas típicas da era de ouro do hip hop, consistindo de agasalhos esportivos, pesados cordões de ouro e jóias. O vídeo tem a presença de Flavor Flav do grupo Public Enemy, dançando no playground e em frente à multidão na frente da loja.

## Faixas
Lado A
1. "I Ain't No Joke" – 3:54
2. "Extended Beat" – 3:49

Lado B
1. "Eric B. Is on the Cut" – 3:48

## Paradas
| Parada (1987)                        | Pico |
| ------------------------------------ | ---- |
| U.S. Billboard Hot R&B/Hip-Hop Songs | 38   |